# Sofía Hernández Salazar
Sofía Hernández Salazar (San José, 26 de agosto de 1998) es una activista ambiental y de derechos humanos costarricense. Asistió a la COP25 en Madrid como parte de la delegación costarricense y fue una de las organizadoras de Mock COP26 en Londres el 2020.

## Vida
Sofía es estudiante de ciencias políticas en la Universidad de Costa Rica. Es organizadora de Fridays For Future Costa Rica, coordinadora de Escazú Ahora Costa Rica y Young Leaders Costa Rica y cofundadora de Latinas For Climate. Asistió a la Conferencia de las Naciones Unidas sobre el Cambio Climático de 2019 como parte de la delegación de Costa Rica.
Se unió a Fridays For Future Costa Rica a mediados de 2019 y en una de sus primeras huelgas frente a Casa Presidencial formó parte de una conversación con el presidente de la República, Carlos Alvarado Quesada, y otros activistas sobre la importancia de declarar un clima emergencia y de dar un protagonismo real a la juventud en los espacios de toma de decisiones climáticas y ambientales. Posteriormente, Sofía ha vuelto a entablar conversaciones con la Presidencia de Costa Rica, específicamente con la Vicepresidenta, Epsy Campbell, donde exhortó sobre la importancia de ratificar el Acuerdo de Escazú y el 24 de octubre de 2020 con el Viceministro de Asuntos Políticos y Diálogo Ciudadano sobre la importancia de vetar la ley de pesca de arrastre (vetada finalmente el 30 de octubre de 2020).
Desde septiembre de 2020 es una de las coordinadoras de Escazú Now, una iniciativa conformada por Fridays For Future Costa Rica, Greenwolf Costa Rica y la Red de Jóvenes y Cambio Climático que tiene como objetivo promover la ratificación y adecuada implementación del Acuerdo de Escazú en el país.
En diciembre de 2020, Hernández formó parte de un grupo global de 9 mujeres y activistas no binarias que publicó una carta a los líderes globales en Thomson Reuters Foundation News, titulada "A medida que el Acuerdo de París sobre el cambio climático marca cinco años, acción urgente sobre las amenazas climáticas se necesita ahora". El grupo internacional incluía a Mitzi Jonelle Tan, Belyndar Rikimani, Leonie Bremer, Laura Muñoz, Fatou Jeng, Disha Ravi, Hilda Flavia Nakabuye y Saoi O'Connor. Ayudó a organizar el Mock COP26 y fue delegada de Costa Rica.